# InBev-Baillet Latour Health Prize
Der InBev-Baillet Latour Health Prize ist ein zwischen 1979 und 2020 von der InBev Baillet-Latour Stiftung (früher Artois Baillet-Latour Stiftung bzw. Interbrew Baillet-Latour Stiftung) vergebener Medizinpreis. Er wird 2022 vom Baillet Latour Biomedical Award derselben Stiftung abgelöst.
Bis 1995 hieß er Artois-Baillet Latour Health Prize und danach bis 2004 Interbrew-Baillet Latour Health Prize. Er wurde bis 1999 alle zwei Jahre und danach jährlich vergeben und war zuletzt mit 250.000 Euro dotiert. Seit 2006 wurde er für Forschungen zu Neuronalen Erkrankungen, Infektionskrankheiten, Krebs, kardiovaskulären Erkrankungen und Stoffwechselerkrankungen verliehen.
Er wurde 1977 von Alfred de Baillet Latour, dem Besitzer der Stella Artois Brauerei (heute zu Anheuser-Busch InBev gehörend), gestiftet, nachdem dieser zuvor 1974 die Artois-Baillet Latour Stiftung gründete.

## Preisträger
- 1979 James W. Black für Arzneimittelentwicklung (Betablocker, Antihistaminika)
- 1981 Cyril A. Clarke für eine Methode zur Behandlung der Rhesusfaktor-Unverträglichkeit
- 1983 Jean Bernard für Beiträge zur Behandlung akuter Leukämie
- 1985 Johannes J. van Rood für Beiträge zur Entdeckung der Gene und Antigene des Haupthistokompatibilitätskomplex
- 1987 Viktor Mutt, Tomas Hökfelt für Aufklärung der Funktion von Neuropeptiden
- 1989 Walter Fiers, für Beiträge zur molekularen Virologie und Isolierung und Expression von Genen für Lymphokine
- 1991 Thomas Waldmann für Beiträge zur Anwendung monoklonaler Antikörper in Diagnose und Immuntherapie
- 1993 Jean-François Borel für die Entdeckung von Cyclosporin
- 1995 Roger Tsien für Beiträge zur Entdeckung intrazellulärer Signalsysteme die für die Wirkung von Hormonen, Neurotransmittern, Wachstumsfaktoren und im Immunsystem von Bedeutung sind
- 1997 Michael Sela für die Entwicklung von chemisch synthetisierten Peptiden die die Immunantwort regulieren und Impfstoffe die mit Autoimmunerkrankungen wie Multipler Sklerose interferieren
- 1999 Julien Mendlewicz für die Entdeckung der genetischen Basis manisch-depressiver Psychosen und genetisch bedingten Störungen im biologischen Rhythmus, Schlaf und der Hormonsekretion
- 2000 Jacques van Snick, Jean-Christophe Renauld für Beiträge zu Zytokinen bei Zellvermehrung und Immunantwort
- 2001 Jan Van Embden für Arbeiten zur Rolle von Hitzeschockproteinen bei Entzündungen und die genetische Charakterisierung von Mycobacterium tuberculosis
- 2002 Robert M. Krug für die Entdeckung von Cap-Snatching bei Viren
- 2003 Nancy C. Andreasen für Beiträge zur Identifizierung, Therapie und den Mechanismen von Schizophrenie
- 2004 Elio Lugaresi für Beiträge zu Schlafstörungen und der Aufdeckung der Rolle einer Prion-Gen Mutation bei tödlicher vererbbarer Schlaflosigkeit
- 2005 Désiré Collen, Peter Carmeliet für Pionierarbeiten in der Gentechnik, Entwicklung des rekombinanten tPA und Erstellen von Tiermodellen für menschliche Erkrankungen des kardiovaskulären Systems
- 2006 Hidde Ploegh für Arbeiten zur Frage, wie Zellen falsch gebildete Proteine loswerden und Viren der Immunantwort entgehen
- 2007 Peter H. Seeburg für die Entdeckung grundlegender Mechanismen der Nervenleitung im Gehirn
- 2008 Robert A. Weinberg für Beiträge zur molekularen Onkologie
- 2009 Kari Alitalo, Seppo Ylä-Herituala für Beiträge zum Verständnis der Angiogenese und Lymph-Angiogenese und deren Regulation durch Signalwege
- 2010 Stephen O’Rahilly, für Beiträge zum Verständnis dafür, wie Änderung einzelner Gene Stoffwechselstörungen (wie Übergewicht) auslösen können
- 2011 Jean-Laurent Casanova für Identifizierung von Genen, die bei der Prädisposition für Infektionskrankheiten eine Rolle spielen
- 2012 Gero Miesenböck für Pionierarbeiten zur Optogenetik in der Kontrolle von Tierverhalten und der Manipulation neuronaler Aktivität
- 2013 Carlo M. Croce für die Entdeckung, dass nicht-kodierende RNA bei der Krebsentstehung eine Rolle spielt
- 2014 Harry C. Dietz für Beiträge zur Genetik, Pathobiologie und Therapie des Marfan-Syndroms und anderer Gefäßerkrankungen
- 2015 Bruce Spiegelman für Beiträge zu Funktion, Pathophysiologie und Differenzierung von Fettgewebe
- 2016 Charles M. Rice für seine Arbeiten zum Hepatitis-C-Virus
- 2017 Adriano Aguzzi für seine Beiträge zu den molekularen Ursachen von Prionen-Erkrankungen
- 2018 Laurence Zitvogel, Guido Kroemer für ihre Arbeiten zur Krebsimmuntherapie
- 2019 Catherine Boileau für ihre Arbeiten über erblich bedingte Gefäßkrankheiten
- 2020 Andrew T. Hattersley für seine Arbeiten zum Diabetes mellitus